# Parafia Najświętszej Maryi Panny Różańcowej w Brzezinie
Parafia Najświętszej Maryi Panny Różańcowej – rzymskokatolicka parafia w Brzezinie. Parafia należy do dekanatu Brzeg południe w archidiecezji wrocławskiej. 

## Historia parafii
Parafia została erygowana w 1972 roku. Obsługiwana jest przez księży archidiecezjalnych. Jej proboszczem był do 2024  ks. Marek Staniszewski. Od 2024 funkcję proboszcza pełni ks. Robert Szwabowicz. 

## Liczebność i zasięg parafii
Parafię zamieszkuje 1673 mieszkańców, zasięgiem duszpasterskim obejmuje ona miejscowości:
- Brzezina,
- Lipki,
- Zielęcice.

### Szkoły i przedszkola
- Publiczne Przedszkole w Brzezinie,
- Publiczne przedszkole w Lipkach,
- Publiczna Szkoła Podstawowa w Skarbimierzu (punkt filialny w Lipkach z klasami od I do VI).

## Inne kościoły i kaplice
- Kościół Najświętszego Serca Pana Jezusa w Lipkach,
- Kościół Chrystusa Króla w Zielęcicach.

## Cmentarze
- Cmentarz parafialny w Lipkach.[2]

## Parafialne księgi metrykalne
| Księgi metrykalne | Okres ewidencji |
| ----------------- | --------------- |
| chrztów           | 1968 -          |
| ślubów            | 1968 -          |
| zgonów            | 1968 -          |